# Thelaira bifasciata
Thelaira bifasciata là một loài ruồi trong họ Tachinidae.